# Ménas II d'Alexandrie
Ménas II d'Alexandrie est un  patriarche copte d'Alexandrie de  956 à 974.

## Contexte
Ménas est un moine du monastère Saint-Macaire de Scété. Face à son refus de quitter sa retraite spirituelle pour assumer la succession du patriarche Théophane, il fallut le porter enchaîné jusqu'au trône patriarcal. Selon la même source, il meurt le 11 novembre 977 soit le 5 athyr de l'an 694 A.M. du calendrier copte. Toutefois dans ses travaux Venance Grumel date la fin de son patriacat du 11 novembre 974 et précise qu'après sa mort le siège demeure vacant une année.